# مدرسة مهندسي مدينة باريس
École des Ingénieurs de la Ville de Paris هي إحدى المدارس الفرنسية الكبرى، و تعتبر الوحيدة التي تركز على الهندسة المدنية. (مدرسة مهندسين مدينة باريس) École des ingénieurs de la ville de باريس
وهي من أحد اقطاب البحث والتعليم العالي الفرنسي والأوروبي. تقوم المدرسة بتخريج دفعات من 100 طالب مهندس، يتم قبولهم بعد اجتياز امتحان من الأصعب على الإطلاق، من تلاميذ الأقسام التحضيرية للمدارس العليا ومدرسة الأساتذة العليا وأيضا عبر القبول الأكاديمي. هذه المدرسة عضواً في École de Ponts أيضاً مع PRES Paris-Es.